# Scorpis georgiana
Scorpis georgiana är en fiskart som beskrevs av Achille Valenciennes 1832. Scorpis georgiana ingår i släktet Scorpis och familjen Kyphosidae. Inga underarter finns listade i Catalogue of Life.